# Momchil Nekov
Momchil Nekov, né le 13 mai 1986 à Silistra, est un homme politique bulgare, membre du Parti socialiste bulgare (BSP).